# Sillamäe
Sillamäe este un oraș (linn) în Județul Ida-Viru, Estonia.
1. ↑  Haldus- ja asustusjaotus (în estonă), Consiliul Funciar Eston[*], accesat în 1 iulie 2021